# Амбелакия (дем Орестиада)
Кулакли (на гръцки: Αμπελάκια, Амбелакия) е село в Западна Тракия, Гърция в дем Орестиада с 325 жители (2021).

## География
Селото е разположено на дванадесет километра югозападно от Орестиада. То се намира на 170 метра надморска височина, на склона на едно възвишение, далеч от влажността в равнината. 

## Население
Населението на Кулакли наброява 325 жители според преброяването от 2021 г. В десетилетията след Втората световна война то отбелязва сериозен спад, дължащ се емиграция към страните от Западна Европа и в частност ФРГ.
Численост на населението според преброяванията през годините:
| 1951 | 1961 | 1971 | 1981 | 1991 | 2001 | 2011 | 2021 |
| ---- | ---- | ---- | ---- | ---- | ---- | ---- | ---- |
| 901  | 1025 | 772  | 959  | 675  | 574  | 470  | 325  |

## Име
Името на селото произлиза от тур. kulaklı (ушат, от kulak „ухо”). Сегашното си гръцко наименование Амбелакия (от гр. αμπελάκια, лозя, в превод Лозево) то получава след 1920 г.

## История
В XIX век Кулакли  е българско село в Одринската кааза на Одринския вилает на Османската империя. Според „Етнография на вилаетите Адрианопол, Монастир и Салоника“, издадена в Константинопол в 1878 година и отразяваща статистиката на населението от 1873 година, Кул-кьой (Koul-keui) има 60 домакинства и 323 българи.
Според Анастас Разбойников преди Балканската война населението на Кулакли се е състояло от погърчени българи – парапанковци. Възрастните хора все още са говорели добре български език и са били запазени български лични и родови имена.
Населението към 1900 г. е било 350 души, към 1912 г. – 80 къщи, а към 1920 е нараснало на 731 души.
Селото, заедно с цялата територия на днешния дем Орестиада,  влиза в границите на България след сключването на Българо-турската конвенция на 24 август 1915 г. След подписването на Ньойския договор от 27 ноември 1919 г. то е предадено под управлението на Антантата до май 1920 г., когато попада под гръцка власт.

## Икономика
По-голямата част от населението на Кулакли е заета в земеделието. Основните култури, които се произвеждат там, са жито, царевица, слънчоглед, цвекло и памук. 

## Редовни събития
Празникът на селото се провежда на 27 юли – денят на св. Пантелеймон, чието име носи и местната църква.